# Covolo di Butistone
Il Covolo di Butistone, o più semplicemente Covolo (Kofel in tedesco), è un'antica fortificazione medioevale costruita all'interno di una cavità carsica ("covolo") presso una parete rocciosa sul punto più stretto del Canale di Brenta.
Si colloca sul versante sinistro della valle, tra gli abitati di Cismon del Grappa e Primolano e sopra la SS 47.

## Storia

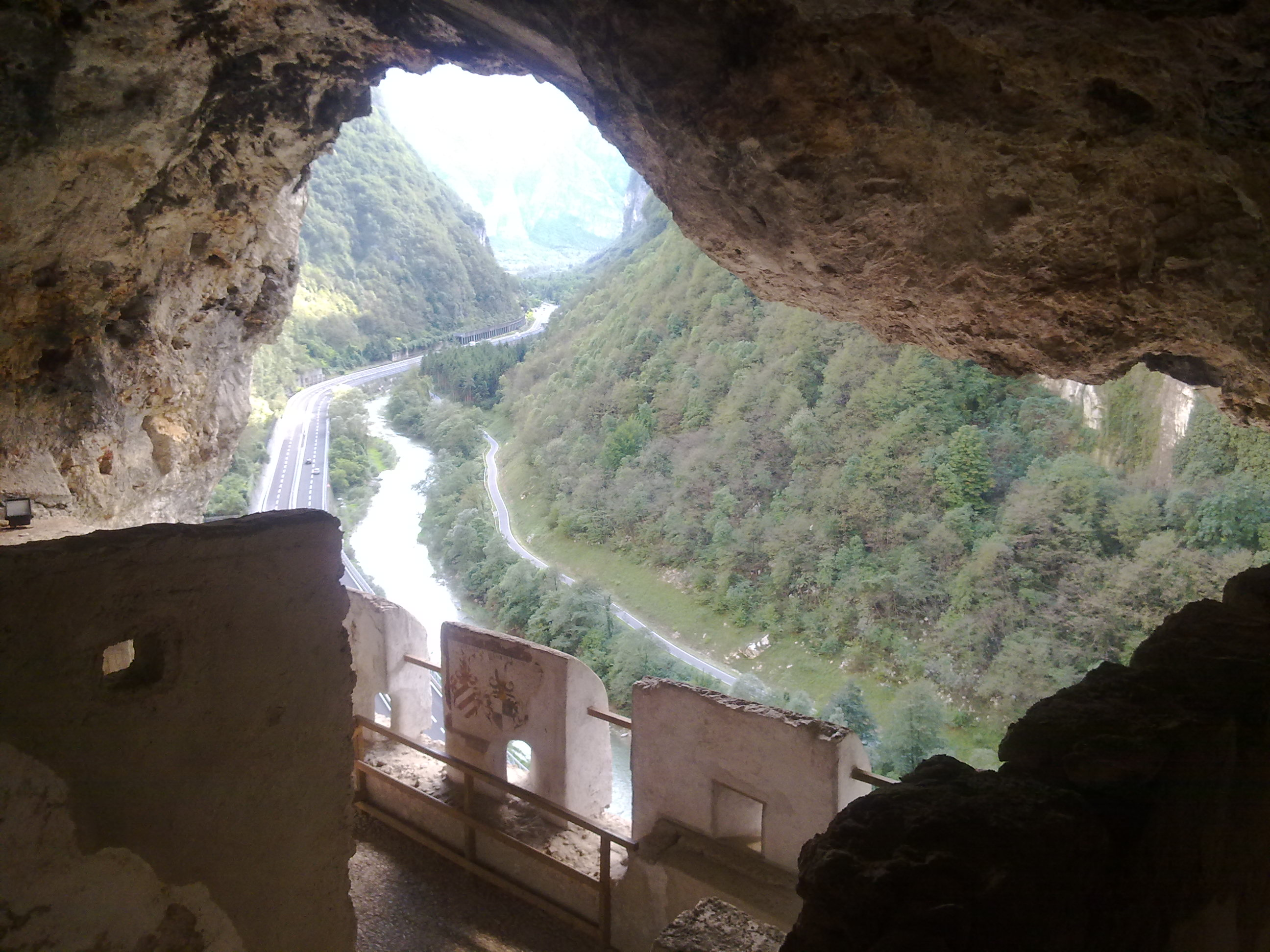
Il canale di Brenta visto dal Covolo di Butistone

Secondo Modesto Bonato il toponimo "Butistone" ha origini cimbre: sarebbe composto dai termini bunta "piaga" e stoon "sassi, scogli", ad indicare la caverna che si apre, come uno sfregio, sulla montagna. "Covolo" è una parola veneta con cui si indicano doline e grotte carsiche.
Il canale del Brenta è stato sin dai tempi più antichi un luogo di transito di importanza fondamentale in quanto punto di contatto tra la pianura Veneta e le Alpi. La collaterale destra val Stagna-val Frenzela permette i collegamenti con l'altopiano di Asiago, mentre, sul versante opposto, la val Cismon conduce al Feltrino e alla val Belluna. Il Brenta stesso, infine, rappresenta una via agevole per raggiungere Padova e la laguna di Venezia.
Per questo motivo, la zona fu soggetta all'erezione di numerose fortificazioni, tra le quali la bastia di Pove del Grappa, la torre di Solagna, la bastia e il castello di Enego, il castello della Scala di Primolano e, appunto, il covolo del Butistone. La sua costruzione risale forse all'epoca romana, visto che all'interno del perimetro sono state rinvenute monete con l'effige dell'imperatore Aureliano. È vero anche che la grotta, in cui è presente acqua sorgiva, potrebbe essere stata frequentata già nei secoli precedenti.
Il primo riferimento storico del covolo di Butistone risale al 1004: secondo le cronache, nel corso della settimana santa di quell'anno, fu coinvolto nella discesa dell'esercito dell'imperatore Enrico II, in guerra contro il re d'Italia Arduino.
Sappiamo che nel 1184 rientrava tra i possedimenti del vescovo-conte di Feltre, il quale esercitava il potere spirituale e temporale anche sulla vicina Primolano.
Nel XIV secolo il castello fu coinvolto nei conflitti che opposero le signorie del Veneto: controllato dagli Scaligeri a partire dal 1321, passò a Sicco di Caldonazzo nel 1337, ma divenne dei Visconti già l'anno seguente; occupato da Francesco da Carrara, nel 1386 i suoi soldati furono costretti alla resa dall'esercito di Antonio della Scala; nel 1404, infine, passò ai Veneziani.
Nel 1411 fu conquistato dall'esercito di re Sigismondo d'Ungheria, sotto la guida di Pippo Spano. Un secolo dopo, durante la guerra della Lega di Cambrai, fu occupato dalle truppe imperiali. Al termine del conflitto, nonostante la vittoria veneziana, rimase definitivamente in mano agli Asburgo, costituendo un'exclave imperiale in territorio veneto.
A lungo il castello fu presidiato da una piccola guarnigione austriaca e fu utilizzato come luogo di confino per prigionieri "eccellenti" o per l'isolamento degli alienati mentali. Nel 1782, cessato ogni interesse strategico, Giuseppe II d'Austria diede l'ordine di disarmarlo.
Nel 1796 fu coinvolto nella battaglia di Primolano che vide opporsi Francesi e Austriaci. L'anno successivo fu conquistato dall'esercito transalpino agli ordini di Pierre François Charles Augereau: da questo momento il Covolo cessò completamente ogni funzione militare.
Dopo l'Unità d'Italia si impose nuovamente la necessità di sorvegliare i confini con il Trentino (rimasto austriaco sino alla grande guerra) e il ruolo che avevano le antiche fortificazioni della Valbrenta fu assunto dal forte Tombion e dalle tagliate di Primolano.
Durante la grande guerra fu impiegato come polveriera.